# Aurach bei Kitzbühel
Aurach bei Kitzbühel é um município da Áustria, situado no distrito de Kitzbühel, no estado do Tirol. Tem 54,21 km² de área e sua população em 2019 foi estimada em 1.130 habitantes.